# Cork
Pour les articles homonymes, voir Cork (homonymie).
 (janvier 2019).
Si vous disposez d'ouvrages ou d'articles de référence ou si vous connaissez des sites web de qualité traitant du thème abordé ici, merci de compléter l'article en donnant les références utiles à sa vérifiabilité et en les liant à la section « Notes et références ».
Cork (/kɔɹk/ ; en irlandais : Corcaigh, /ˈkoɾkɪɟ/) est par le nombre d'habitants la deuxième ville de la république d'Irlande et la troisième ville de l’île d’Irlande après Dublin et Belfast. C'est la principale ville et la capitale administrative et économique du comté de Cork.
En 2019, la ville a une population d'environ 210 000 habitants. Le comté de Cork compte quant à lui 416 574 habitants et la province de Munster 1 280 394.

## Toponymie
Le nom de la ville vient du mot irlandais corcach qui signifie « marécage » et qui fait référence à la localisation de la ville le long du fleuve Lee. Cork a une réputation de ville rebelle depuis que ses citoyens ont pris le parti de Perkin Warbeck en 1491 après la guerre des Deux-Roses. De même, le Comté de Cork a comme surnom le Comté rebelle. Cette représentation que les habitants de la ville ont de leur communauté leur fait souvent dire qu’ils habitent la « véritable capitale de l'Irlande ».

## Géographie

### Situation

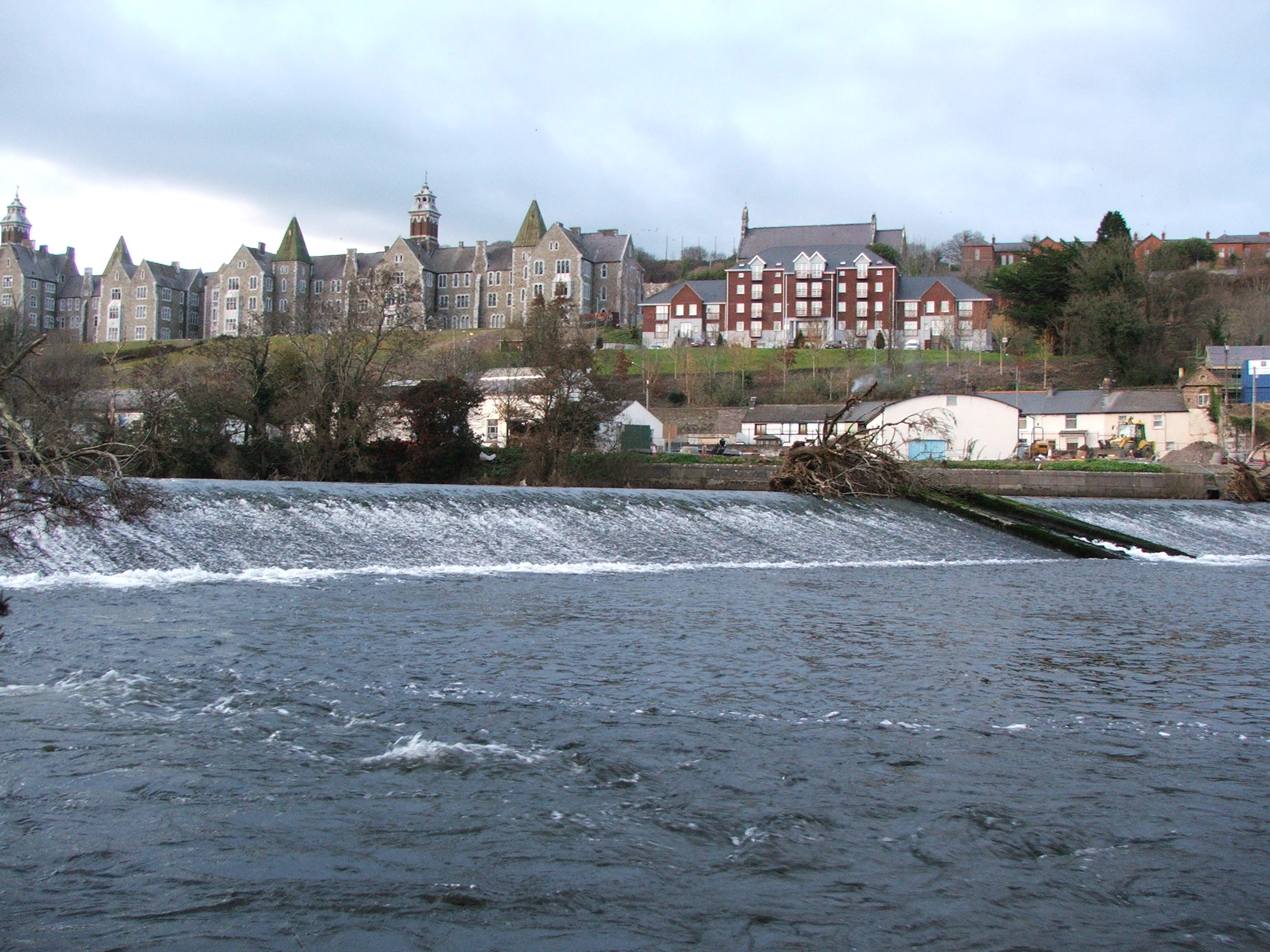
Le fleuve Lee à Cork

Cork se situe à 260 km au sud-ouest de Dublin. La Lee traverse la ville. Une île au milieu de la rivière forme la principale partie du centre-ville de Cork. Elle est située juste avant que la Lee se déverse dans le Lough Mahon puis dans Cork Harbour, le second plus grand port maritime naturel au monde après la baie de Sydney. La ville de Cork est un des principaux ports d’Irlande ; ses quais et ses docks sont situés le long de la Lee.

### Climat
| Mois                              | jan.  | fév.  | mars | avril | mai  | juin | jui. | août | sep. | oct.  | nov.  | déc.  |
| --------------------------------- | ----- | ----- | ---- | ----- | ---- | ---- | ---- | ---- | ---- | ----- | ----- | ----- |
| Température minimale moyenne (°C) | 2,6   | 2,5   | 3,1  | 4,2   | 6,5  | 9,2  | 11,1 | 10,9 | 9,4  | 7,5   | 4,5   | 3,7   |
| Température maximale moyenne (°C) | 7,6   | 7,5   | 9,3  | 11,3  | 13,8 | 16,6 | 18,5 | 18,2 | 16   | 13,1  | 9,9   | 8,5   |
| Précipitations (mm)               | 138,3 | 115,6 | 98,7 | 67,7  | 83,4 | 68,8 | 66,4 | 88,7 | 96,4 | 125,4 | 111,1 | 133,8 |

| Diagramme climatique                                  |             |            |             |             |             |              |              |           |              |             |             |
| J                                                     | F           | M          | A           | M           | J           | J            | A            | S         | O            | N           | D           |
| 7,62,6138,3                                           | 7,52,5115,6 | 9,33,198,7 | 11,34,267,7 | 13,86,583,4 | 16,69,268,8 | 18,511,166,4 | 18,210,988,7 | 169,496,4 | 13,17,5125,4 | 9,94,5111,1 | 8,53,7133,8 |
| Moyennes : • Temp. maxi et mini °C • Précipitation mm |             |            |             |             |             |              |              |           |              |             |             |

Le climat de Cork, comme celui du reste de l’Irlande, est un climat océanique, humide et variable, avec des pluies abondantes. Met Éireann a placé une station météorologique à l’aéroport de Cork à quelques kilomètres du centre-ville. La station se situe à 151 mètres d’altitude soit bien plus haut que la ville elle-même, ce qui fait que les températures varient souvent de quelques degrés. Les températures en dessous de 0 °C et au-delà de 30 °C sont extrêmement rares. Les précipitations annuelles s’élèvent à 1 194,4 mm.
Cork est généralement une ville de brouillard, avec une moyenne de 100 jours de brouillard par an, généralement le matin et pendant les périodes de hautes pressions atmosphériques en hiver. À côté de cela, Cork est aussi une des villes irlandaises les plus ensoleillées avec 3,8 heures de soleil en moyenne par jour et seulement 69 jours par an où le soleil ne se montre pas, essentiellement en hiver.
Il existe également des stations météorologiques synoptiques plus petites à UCC et à Clover Hill. En raison de sa position le long de la côte ouest, la ville de Cork est sujette à des inondations occasionnelles. L'aéroport enregistre en moyenne sept jours de grêle et 11 jours de neige ou de neige fondue par an; bien qu’il enregistre seulement la neige couchée pendant deux jours de l’année. La faible altitude de la ville et les influences modératrices du port font que la neige couchée est très rarement présente dans la ville même. Il y a en moyenne 204 jours de pluie par an (plus de 0,2 millimètre de pluie), dont 73 jours de « fortes pluies » (plus de 5 millimètres). Cork est également une ville généralement brumeuse, avec une moyenne de 97 jours de brouillard par an, principalement le matin et l’hiver.

## Histoire

### Origines
Le nom de la ville provient d’un mot irlandais signifiant « un endroit marécageux » en référence à son emplacement initial sur le fleuve Lee. C'est là que saint Finbarr fonde un monastère au VIe siècle. Une agglomération de laïcs se constitue plus tard aux portes du monastère.
Il est supposé que, à l'instar de Dublin, Cork était un centre important du réseau commercial scandinave. La colonie ecclésiastique se développe parallèlement à la forteresse viking, les deux développant un type de relation symbiotique ; les Scandinaves fournissant des marchandises autrement impossible à obtenir pour le monastère, et peut-être aussi une aide militaire. Pendant la majeure partie du Moyen Âge, la ville de Cork est un avant-poste de la culture anglaise au milieu d'une campagne gaélique à majorité hostile, coupée du gouvernement anglais du Pale autour de Dublin. Les seigneurs gaéliques et hiberno-normands voisins extorquent le « loyer noir » des citoyens pour les empêcher d'attaquer la ville. L'étendue actuelle de la ville a dépassé les limites médiévales de la baronnie de la ville de Cork ; elle occupe maintenant une grande partie de la baronnie voisine de Cork. Ensemble, ces baronnies sont situées entre la baronnie de Barrymore (en) à l'est, de Muskerry (en) à l'ouest et de Kerrycurrihy au sud.
Le gouvernement municipal de la ville est dominé par environ douze à quinze familles de marchands, qui tirent leur richesse du commerce d'outre-mer avec l'Europe continentale – en particulier l'exportation de laine et de peaux et l'importation de sel, de fer et de vin. La population médiévale de Cork est d'environ 2 100 personnes. En 1349, près de la moitié des habitants de la ville meurent de la peste noire. En 1491, Cork joue un rôle lors de la guerre des Deux-Roses quand Perkin Warbeck, prétendant au trône anglais, débarque dans la ville en recherche de soutien pour un complot destiné à renverser Henri VII d'Angleterre. Le maire de Cork et plusieurs citoyens importants se rendent avec Warbeck en Angleterre, mais se font tous capturer et exécuter. Le titre de « maire de Cork » est établi par une charte royale en 1318 et changé en « lord maire de Cork » en 1900 à la suite de l'anoblissement du maire en fonction par la reine Victoria lors de sa visite royale dans la ville.

### Époque moderne
Depuis le XIXe siècle, Cork est une ville fortement nationaliste irlandaise, bénéficiant d'un large soutien pour le régime intérieur irlandais et le parti parlementaire irlandais, mais à partir de 1910, elle soutient fermement le parti dissident de William O'Brien, la ligue tout-pour-l'Irlande (en). O'Brien a publié un troisième journal local, le Cork Free Press.
Pendant la guerre d'indépendance, le centre de Cork est incendié par les Black and Tans britanniques, lors d'un événement connu sous le nom de l'incendie de Cork (en anglais : Burning of Cork) et est le théâtre de violents combats entre la guérilla irlandaise et les forces britanniques. Pendant la guerre civile irlandaise, Cork est pendant un certain temps sous le contrôle des forces opposées au traité, jusqu'à ce que la ville soit reprise par l'armée nationale favorable au traité lors d'un assaut maritime.

## Gouvernement local et politique
Avec une population de 210 000 habitants, Cork est la deuxième ville la plus peuplée de l’État irlandais et le seizième district le plus peuplé du gouvernement local. Conformément à la loi de 2001 sur les administrations locales, le conseil municipal de la ville de Cork est une entité de gouvernement local de niveau 1 dotée du même statut juridique que le conseil de comté.
Alors que les pouvoirs locaux irlandais disposent de pouvoirs limités par rapport à d’autres pays, le conseil est responsable de la planification, des routes, de l’assainissement, des bibliothèques, de l’éclairage des rues, des parcs et de nombreuses autres fonctions importantes. Le conseil municipal de Cork compte 31 membres élus représentant six régions électorales. Les membres sont affiliés aux partis politiques suivants : Fine Gael (cinq membres), Fianna Fáil (10 membres), Sinn Féin (huit membres), Alliance anti-austérité (trois membres), Parti des travailleurs (un membre) et quatre indépendants. Certains conseillers sont cooptés pour représenter la ville auprès de l'autorité régionale du sud-ouest. Un nouveau seigneur maire de Cork est choisi lors d'un vote des membres élus du conseil selon le système D'Hondt. À compter de juin 2017, le titulaire est Tony Fitzgerald de Fianna Fáil.

## Enseignement
Cork est un centre éducatif important en Irlande. La ville compte plus de 35 000 étudiants de troisième cycle, ce qui signifie que la ville a un ratio d’étudiants dans la population supérieur à la moyenne nationale. Plus de 10 % de la population de la région métropolitaine sont des étudiants de l’University College Cork (UCC) et de l’Institut de technologie de Cork (CIT), dont près de 3 000 étudiants internationaux originaires de plus de 100 pays différents.
L'UCC est une université constituante de l'Université nationale d'Irlande et propose des cours en arts, commerce, ingénierie, droit, médecine et sciences. L'université a été nommée « Université irlandaise de l'année » à quatre reprises depuis 2003, la dernière en date de 2016. L’Institut de Technologie de Cork (CIT) a été nommé « Institut de technologie de l'année » en Irlande en 2007, 2010 et 2016 et propose des cours de troisième niveau en informatique, en commerce, en sciences humaines et en génie (mécanique, électronique, électrique et chimique).
Le Collège maritime national d’Irlande est également situé à Cork et est le seul établissement d’Irlande dans lequel les études nautiques et l’ingénierie marine peuvent être entreprises. CIT incorpore également l’École de musique de Cork et le Collège d'art et de design de Crawford en tant qu'écoles constitutives. Le collège de commerce de Cork est le plus grand Collège d'enseignement supérieur en Irlande. Les autres institutions de troisième niveau comprennent le College Griffith, un établissement privé. Les instituts de recherche liés aux collèges de troisième niveau de la ville représentent la capacité de recherche et d’innovation de la ville et de la région. Pour exemples, l’Institut national Tyndall (recherche sur le matériel informatique), l’IMERC (Énergie marine), l’Institut de recherche sur l’environnement, NIMBUS (systèmes embarqués en réseau) et CREATE (ingénierie thérapeutique avancée). UCC et CIT ont également des centres d’incubation de start-up. Dans UCC, le centre d’innovation pour entreprises diplômées IGNITE vise à promouvoir et à soutenir l’esprit d’entreprise. Dans CIT, le Rubicon Center est un centre d’innovation qui regroupe 57 entreprises en démarrage basées sur la connaissance.

## Lieux d’intérêt
Cork offre une palettes architecturale de bâtiments de toutes les époques, depuis le Moyen Âge — pour les plus anciennes — jusqu'à la période contemporaine. Le seul vestige notable du Moyen Âge est l’Abbaye Rouge (Red Abbey). La ville possède deux cathédrales : Sainte-Marie (St. Mary’s) et Saint-Finbarr. La première — cathédrale catholique de la ville depuis sa construction en 1808 — est souvent nommée « Cathédrale du Nord ». Elle possède une tour, érigée dans les années 1860, qui la distingue de l'autre. La seconde — la plus célèbre des deux — est la cathédrale des Anglicans, celle de l’Église d’Irlande. Sa construction, sur les fondations d'une cathédrale plus ancienne, a commencé en 1862 et s’est terminée en 1879, sous la direction de l’architecte William Burges.
La rue commerçante principale est la St. Patrick's Street, une rue piétonne rénovée dans le milieu des années 2000 et célèbre pour l’architecture de ses bâtiments. La remarquable statue de Father Mathew s'élève à l'extrémité nord de la rue. La raison de sa forme arrondie est qu’à l’origine, on y trouvait un canal de la rivière Lee, construit sur des arches. La Poste principale, aisément repérable par sa façade en briques vert clair, se trouve dans la rue Oliver Plunkett (Oliver Plunkett Street), à l'emplacement du Théâtre Royal, construit en 1760 et détruit dans un incendie en 1840. En 1850, le propriétaire du cirque anglais Pablo Fanque a construit un amphithéâtre sur ce site, l'a ensuite transformé en théâtre et, enfin en 1877, en l’actuelle Poste. La Grande Parade est une avenue bordée par de nombreux arbres et des logements, des bureaux, des commerces et des institutions financières. L’ancien centre financier est le South Mall où opèrent plusieurs banques au style intérieur du XIXe siècle.
Un grand nombre de bâtiments de la ville sont de style georgien bien que l’on y trouve des exemples d’endroits plus modernes tels que la tour du Country Hall, qui a été la plus haute tour d’Irlande jusqu’à ce que The Elysian, autre bâtiment de la ville de Cork, la dépasse. En dehors du Country Hall, on peut voir la sculpture de deux hommes, baptisée par les habitants « Cha and Miah ». De l’autre côté de la rivière, s'étend le plus long bâtiment irlandais d’époque victorienne : l’hôpital psychiatrique qui a été partiellement rénové par William Atkins et converti en complexe résidentiel, nommé Atkins Hall.
La construction la plus connue de la ville est la Tour de l’Église de Shandon qui domine la partie nord de la ville. Considérée par la plupart des habitants comme le symbole de la ville, elle présente une tour, en grès rouge sur les faces Nord et Est et en pierre blanche de la région sur les faces Ouest et Sud. Un des monuments le plus connus est une girouette en forme de saumon. Un autre, de Shandon, est l'hospice de Skiddy (Skiddy's Almshouse), construit au XVIIIe siècle pour abriter les gens les plus pauvres de la ville.
L'hôtel de ville de Cork est une autre construction remarquable en briques vert clair. Elle a remplacé la précédente, détruite en 1920 par les Black and Tans pendant la guerre d'indépendance, et plus précisément pendant l'incendie de Cork. Sa construction, considérée comme un geste de réconciliation, a été financée par le gouvernement britannique dans les années 1930.
D'autres lieux importants de la ville sont le Fort Elisabeth, l'Opéra de Cork, la Christ Church (église) sur South Main Street et l'église dominicaine St Mary sur Popes Quay. Il y a aussi d'autres sites touristiques populaires tels que l'université de Cork où l'on peut voir le fleuve Lee, la prison pour femmes à Sunday's Well qui est dorénavant un centre patrimonial, et le Marché Anglais (English Market), marché couvert érigé en 1610 et reconstruit en 1786.
Parmi les parcs et les infrastructures figurent le parc de Fitzgerald à l'ouest de la ville, où se trouve le musée public de Cork, le lac dédié à la pêche à la ligne couramment appelé The Lough, le park Bishop Lucey localisé au centre où se trouvent les ruines d'un vieux mur de la ville et la marina.
Jusqu'en avril 2009, il y avait aussi deux grandes brasseries dans Cork. Beamish and Crawford sur South Main Street a fermé en avril 2009 et a transféré ses productions à la brasserie Murphy's dans Lady's Well. Cette brasserie produit aussi des bières Heineken pour le marché irlandais. Il y a aussi la Franciscan Brewery Well qui a commencé en tant que brasserie indépendante en 1998 mais qui a été rachetée par Coors.

## Culture
Parmi les points saillants, citons : la Corcadorca Theatre Company (en), troupe dont Cillian Murphy était membre avant de devenir célèbre ; l'Institut de chorégraphie et de danse, ressource nationale de danse contemporaine, le Triskel Arts Centre, qui comprend le cinéma indépendant Triskel Christchurch ; le Firkin Crane Centre (en) (théâtre de danse, d'une capacité d'environ 240 place) ; la CADA (Académie d'art dramatique de Cork) et la Graffiti Theatre Company, ainsi que les festivals Cork Jazz Festival, Cork Film Festival et Live at the Marquee. Le théâtre Everyman Palace et le théâtre Granary accueillent des pièces dramatiques tout au long de l'année. Cork abrite le Quatuor RTÉ Vanbrugh et de nombreux artistes, dont John Spillane, The Frank and Walters, Les Sultans de Ping, Simple Kid, Microdisney, Fred, Mick Flannery et Rory Gallagher. Le chanteur Cathal Coughlan (en) et Sean O'Hagan (en) de The High Llamas sont également originaires de Cork. Les chanteuses d'opéra Cara O'Sullivan, Mary Hegarty, Brendan Collins et Sam McElroy sont également nées à Cork. D'une capacité de 50 à 1 000 personnes, les principaux lieux de musique de la ville sont l'Opéra de Cork (capacité d'environ 1 000 personnes), The Everyman, Triskel Christchurch, les Roundy, les Savoy et Coughlan's.

### Galerie d'Art de Crawford
La communauté littéraire de la ville est centrée sur le centre de littérature de Munster et le centre d'art Triskel. Les rédacteurs Frank O'Connor et Seán Ó Faoláin sont originaires de Cork. Les auteurs contemporains incluent Thomas McCarthy, Gerry Murphy et le romancier et poète William Wall.

### Aliments

#### Le marché anglais
La ville a beaucoup de traditions locales dans la nourriture, y compris les crubeens (en), les tripes et les drisheen (en). Le « marché anglais » (« English Market ») vend des aliments produits localement, notamment du poisson frais, de la viande, des fruits et légumes, des œufs, du fromage artisanal et du pain. Lors de certaines fêtes de la ville, des stands de nourriture sont parfois installés dans les rues de la ville, telles que la rue St. Patrick ou la grande parade.

### Accent
L’accent de Cork, qui fait partie du dialecte sud-ouest d'anglais irlandais, présente diverses caractéristiques qui le distinguent des autres accents irlandais. Les tonalités et les intonations montent et descendent souvent, le ton général ayant tendance à être plus aigu que les autres accents irlandais. L'anglais parlé à Cork comprend un certain nombre de mots dialectaux propres à la ville et à ses environs. À l'instar de l'anglais irlandais standard, certains de ces mots proviennent de la langue irlandaise, mais d'autres d'une langue autre que celle que les habitants de Cork rencontrent chez eux et à l'étranger. L'accent de Cork affiche différents degrés de photographie, généralement en fonction de la classe sociale du locuteur.

### Médias

#### Diffusion
Les stations de radio FM de la ville comprennent les stations du réseau national RTÉ (RTÉ Radio 1, RTÉ 2fm, RTÉ lyric fm, RTÉ Raidió na Gaeltachta), Today FM, 4fm, Newstalk et la station religieuse Spirit Radio. Il existe également des stations locales telles que 96FM de Cork, Cork's Red FM (en), C103, CUH 102.0FM, UCC 98.3FM (anciennement Cork Campus Radio 97.4 FM) et la station de radio chrétienne Life 93.1 FM. Cork a également une station communautaire temporaire autorisée dans la ville, 'Cork FM Community Radio', diffusée sur 100,5FM, qui est actuellement diffusée uniquement les samedis et les dimanches. Cork a également abrité des stations de radio pirates, y compris la radio de la côte sud et l'ERI dans les années 1980. Aujourd'hui, il reste quelques petites stations de pirates. Un certain nombre de stations de radio de comtés voisins peuvent être entendues dans certaines parties de la ville de Cork, y compris Radio Kerry à 97.0 et WLR FM à 95.1. RTÉ Cork possède des studios de télévision et de radio, ainsi que des installations de production situées dans la rue Father Matthew, dans le centre-ville.

#### Presse
Cork abrite l'un des principaux journaux nationaux irlandais, l'Irish Examiner (anciennement le Cork Examiner). Il imprime également l’Echo du soir, qui est lié depuis des décennies aux Echo Boys, enfants pauvres et souvent sans abri qui ont vendu le journal. Aujourd'hui, les cris des vendeurs qui vendent l'Echo peuvent encore être entendus dans diverses parties du centre-ville. L'un des plus grands journaux gratuits de la ville est le Cork Independent. L'Université de la ville publie UCC Express et le magazine Motley.

## Sport
Le rugby, le football gaélique, le hurling et les associations footballistiques sont des passe-temps populaires auprès des habitants de Cork.

### Jeux gaéliques
Le hurling et le football sont les sports les plus populaires de la ville. Le hurling a une forte identité à Cork et plus généralement, dans le comté. Le football gaélique est aussi populaires et Cork a gagné sept titres au Championnat de Football Gaélique Irlandais. Cork est le seul comté qui a gagné les deux au moins sept fois et le seul qui a gagné deux fois au cours de XXIe siècle. Il y a beaucoup d'Associations Athlétiques Gaéliques à Cork comme Blackrock National Hurling Club, St. Fibarr's, Glen Rovers, Na Piarsaigh, Nemo Rangers et Douglas GAA. Les lieux principaux pour le public sont Pairc Ui Chaoimh et le Pairc Ui Rinn. Camogie (hurling pour femmes) et le football gaélique féminin voient leur popularité en hausse.

### Les associations footballistiques
Le Cork City F.C. est l'équipe de football la plus grande et la plus connue de la ville et qui a gagné trois titres du championnat d'Irlande, quatre titres de la FAI Cup et un tire au All Ireland Setanta Sports Cup. Ils jouent à leur sport dans la partie sud de la ville appelée Turners Cross. Plusieurs clubs, aujourd'hui disparus, ont participé au championnat d'Irlande avant 1984. Au total, les équipes de la ville ont gagné le championnat douze fois. Des amateurs et des clubs scolaires ont aussi joué au sein de l'association sportive, tout comme dans la league du football à 5.

### Rugby
Le club de rugby a différents niveaux de joueurs allant de l'école à un niveau professionnel. Il y a deux clubs de premières divisions à Cork. Le Cork Constitution (Cinq fois champions de All Ireland League) joue à Ballintempleet Dolphin R.F.C/ joue à Musgrave Park. D'autres clubs de rugby notables au sein de Cork sont Jighfield, Sunday's Well et UCC. Au niveau scolaire, Christian Brothers College et Presentation Brothers College sont deux des meilleurs clubs de rugby scolaire du pays. Le Munster Rugby joue la moitié de ses matchs à domicile au Pro14 à Musgrave Park à Ballyphelane. Par le passé, la Heineken Cup s'est aussi jouée à Musgrave Park mais les matches se jouent dorénavant à Thomond Park à Limerick. En mai 2006 et une nouvelle fois en mai 2008, Munster est devenu le champion de la Heineken Cup avec un grand nombre de joueurs l'ont acclamé à Cork et dans le comté. L'équipe de la League de Rugby de Cork, le Cork Bulls s'est formé en 2010 et joue la Muster Conference de la League Irish Elite.

### Sports nautiques
Il y a une grande variété de sports nautiques à Cork comme l'aviron ou la voile. Il y a cinq clubs de voile sur le fleuve Lee qui sont Shandon BC, UCC RC, Pres RC, Lee RC et Cork BC. Naomhóga Chorcai est un club d'aviron. Le « Ocean to City » est une course qui est annualisée depuis 2005 et qui attire des équipes et des bateaux de différents clubs. Cette course fait 24 kilomètres de Crosshaven au centre-ville de Cork. Le centre d'aviron national a été déplacé à Inniscara, en 2007, à approximativement douze kilomètres du centre-ville. L'héritage lié à la voile existe toujours grâce aux clubs de voile. Le Royal Cork Yacht Club situé à Crosshaven (en dehors de la ville) serait le plus vieux yacht club du monde et la Cork Week est un événement notable de voile.

### Cricket
Le club de cricket le plus important de Cork est le Cork County Cricket Club qui a été créé en 1874. Bien qu'il soit situé à l'intérieur de la juridiction de Munster, le club joue dans la League Leinster Senior. Le club joue à Mardyke, un ground qui a accueilli trois matchs de premières classes en 1947, en 1961 et en 1973. Trois clubs ont permis à l'Irland de jouer en Écosse. L'Académie de Cricket de Cork gère ceux qui, dans Cork, veulent introduire le sport dans les écoles de la ville ou du comté. L'autre principal club de cricket de Cork, Harlequins Cricket Club joue près de l'aéroport de Cork. L'équipe représentant la province, le Munster Reds, joue ses matchs à domicile à Twenty20 Inter-provincial Trophy à Mardyke Cricket Ground.

### Autres sports
Il y a des clubs de sports de la ville de Cork actifs au niveau national dans le basket (Neptune et UCC Demons) et dans le football américain (Cork Admirals). Il y a aussi des clubs de golf, de pitch and putt, de hockey, de tennis et d'athlétisme sur Cork. La ville a aussi vu la création du road bowling qui est joué dans les parties nord et sud de l'agglomération. Il y a aussi des clubs de boxe et d'arts martiaux (tels que le Brazilian Jiu-jitsu, le karaté, le muay thai et le taekwondo) à Cork. Cork racing est tant à lui, une équipe de sports automobiles basée à Cork qui participe au Irish Formula Ford Championship depuis 2005. Cork accueille aussi l'une des plus célèbres équipes de football australien d'Irlande, les Leeside Lions qui ont plusieurs fois gagné la league d'Irlande de football australien.

## Économie

### Commerce
Le commerce à Cork comprend un mélange de centres commerciaux modernes et des magasins locaux possédés par des familles de la ville. Les centres commerciaux peuvent se trouver dans différentes parties de la banlieue de Cork comme Blackpool, Ballincollig, Douglas, Ballyvolane, Wilton et au Centre Commercial Mahon point. D'autres zones sont dédiées au shopping dans le centre ville. On peut citer le Cornmarket Centre sur Cornmarket Street, le Merchant's Quay Shopping Centre sur Merchant's Quay où se trouvent Debenhams, Dunnes Stores et Marks & Spencer et une rue marchande appelée Opera Lane. Sur le site de l'ancien Capitol Cineprex, un mix entre développement de commerces et de bureaux sur 5 600 m2 a été approuvé. Les travaux ont commencé en 2016 et le centre a ouvert en juin 2017.
La rue commerçante principale de Cork est St. Patrick's Street et c'est la rue la plus chère du pays au mètre carré après Grafton Street à Dublin. Elle a fait l'objet en 2004 d'un nouvel aménagement, dessiné par l'architecte catalane Beth Galí. Cette rue a été affectée par la crise économique de 2008, la croissance économique a augmenté depuis avec les plans d'expansion annoncés de Penneys, redessinant certaines façades de la rue et l'ouverture de nouvelles boutiques comme Superdry en 2015. 
D'autres zones commerçantes du centre ville existent telles que Oliver Plunkett St. Et Grand Parade. Cork est la ville-mère de nombreuses entreprises comme Dunnes Stores et l'ancien Roches Stores.

### Industrie
La ville de Cork est le centre industriel de sa province. Plusieurs entreprises pharmaceutiques font des opérations significatives dans cette région comme Pfizer Inc., Johnson & Johnson et l'entreprise suisse Novartis. Le viagra est le produit qu'on peut très certainement qualifier comme étant le plus connu de l'industrie pharmaceutique de Cork. Cork est également la ville qui abrite le siège social d'Apple Inc qui emploie plus de 6 000 employés dans la fabrication, les ressources humaines et le service client. Logitechand EMC Corporation est aussi un employeur important dans le secteur de l'informatique de cette aire géographique. Trois hôpitaux font aussi partie des dix premiers employeurs de la ville. La ville est aussi le siège de la brasserie Heineken qui brasse la Murphy's Irish Stout et à proximité, on y trouve la brasserie Beamish and Crawford (racheté par Heineken en 2008) qui sont présents à Cork depuis plusieurs générations. Cork est également la ville où est produit 45 % des bonbons Tic Tac par Ferrero vendus dans le monde. Pendant plusieurs années, Cork a été la ville où Ford Motor Company a fabriqué des voitures avant que l'usine ferme en 1984. Le grand-père de Henry Ford était originaire de l'ouest de Cork qui a été l'une des raisons principales pour la création d'aides à l'industrie à Cork. La technologie a depuis remplacé l'ancien monde industriel des années 1970 et 1980 avec des gens qui pour un grand nombre travaillent dorénavant dans les entreprises en ligne de la ville comme Amazon.com, leader du commerce en ligne qui a ses bureaux au Parc d'affaires de l'aéroport de Cork.
Le port de Cork a l’avantage d’être profond afin de pouvoir permettre aux grands bateaux d’entrer et donc d’apporter de la marchandise et de faciliter l’importation et l’exportation de produits. L’aéroport de Cork permet aussi de faciliter l’accès des Irlandais à l’Europe continentale et la gare de Cork Kent au centre-ville fournit le nécessaire pour les échanges sur le territoire national.

### Emplois
En 2011, les plus importants employeurs de la ville de Cork (c’est-à-dire les employeurs qui ont plus de 1 000 employés) sont l’hôpital de Cork (Cork University Hospital), Apple Inc., la University College Cork, Boston Scientific, le Conseil municipal de Cork (Cork City Council), Institut de technologie de Cork (Cork Institute of Technology), L’Hôpital Bon Secours (Bon Secours Hospital), la ville de Cork, les deux revendeurs : Supervalu et Centra, les Forces de défense irlandaises (Irish Defence Forces) à Collins Barracks et l’Hôpital Mercy (Mercy University Hospital).

## Transport

### Aérien
L’aéroport de Cork est l’un des principaux aéroports du pays. Il est situé dans la partie sud de la ville de Cork appelée Ballygarvan. Il propose plus de 15 lignes aériennes vers plus de 38 destinations en Europe et en Amérique du Nord. Les compagnies aériennes présentes à Cork sont Aer Lingus, Aer Lingus régional dirigé par Stobart Air ; Flybe, Iberia Express, Ryanair et Norwegian Air International.

### Bus
Les services de bus publics municipaux sont gérés par la compagnie de bus nationale Bus Eireann. Les routes sont numérotées de 201 à 226 et connecte le centre-ville aux agglomérations principales, aux universités, aux centre commerciaux et aux divers lieux d’intérêt. Deux de ces lignes de bus fournissent des services orbitaux respectivement dans les quartiers nord et sud de la ville. Des bus venant des autres agglomérations tels que Ballingcollig, Glanmire, Midleton et Carrigaline partent de la Gare Routière de Cork à Parnell Palace au Centre-Ville. Des réseaux de bus permettent aussi d’accéder à l’Aéroport de Cork et au parc relais de l’agglomération sud uniquement.
Les départs des bus à longue distance se font à la Gare Routière à Parnell Place et ils permettent de se rendre à de nombreuses destinations dans toute l’Irlande. On peut aussi y trouver, toutes les une heure, des bus vers Killarney/Tralee, Waterford, Anthlone et Shannon Airport/Limerick/Galway et il y en a six fois par jour vers Dublin. Il y a aussi une ligne quotidienne d’Eurolines qui connecte Cork à la gare routière de Victoria Coach à Londres via le sud du pays de Galles et Bristol.
Il existe d’autres compagnies privées comme Irish Citylink, Aircoach et Dublin Coach. Irish Citylink dessert Limerick et Galway. Aircoach a mis en place un service en continu qui dessert le centre-ville de Dublin et l’Aéroport de Dublin au rythme de 18 fois par jour dans chaque direction. Dublin Coach dessert Dublin via Fermoy, Mitchelstown, Cashel et Cahir.

### Routes maritimes
Il existe des ferries permettant de relier Rushbrooke à Passage West grâce aux lignes R624 à R610. Ce service est utilisé afin d’éviter la très forte circulation dans le « tunnel Jack Lynch » et dans le quartier de Dunkettle. Le port de Cork se trouve à Ringaskiddy à 16 kilomètres au sud-est en passant par la route N28. Brittany Ferries propose des ferries depuis Cork vers Roscoff en France et Santander en Espagne.

### Réseau routier
La fin du XXe siècle et le début du XXIe siècle ont été une période où le réseau routier s'est amélioré dans la région de Cork avec au début des années 1980, la construction de la voie rapide de Cork Sud (Cork South Link) qui relie la Route Kinsale (Kinsale Road) au Centre-Ville. Peu de temps après, les premières sections de la voie rapide ont été ouvertes. Les travaux continuent dans les années 1990 avec l’agrandissement de la N25 (route du périphérique sud) et l’ouverture du tunnel Jack Lynch (Jack Lynch Tunnel) sous le fleuve Lee. Le pont routier de la Route Kinsale (Kinsale Road) a ouvert en août 2006 pour fluidifier la circulation depuis l'aéroport de Cork ou Killarney. D’autres projets ont eu lieu à cette période comme la rocade de la N20 et le projet de relier la N20 de Cork à la Route Mallow (Mallow Road). On peut aussi noter les améliorations concernant les routes du centre-ville avec le Projet de la Rue Patrick (Patrick Street Project) qui a réaménagé la rue avec une partie piétonne.
Le conseil municipal de Cork (Cork City Council) soutient le co-voiturage via Mendes GoCar, partenaire de Cambio Mobility Services. Cork est équipé de plusieurs lieux pour le co-voiturage. Depuis 2012, des pistes cyclables et des endroits pour garer son vélo ont été mis en place dans un certain nombre d’endroits de la ville afin de rendre la ville plus agréable pour les cyclistes. En 2014, un plan d’accès à des vélos libre-service a été lancé. Ce plan est géré par An Rothar Nua financé par l'Autorité Nationale des Transports et à l'aide de fonds supplémentaires obtenus par un sponsor publicitaire. Le plan fournit 330 vélos avec 31 parcs à vélos situés dans la ville. Leur usage est payant.

### Réseau ferroviaire

#### Héritage ferroviaire
Cork a été l'une des villes irlandaises avec l'équipement ferroviaire, avec huit gares selon les différentes époques. La principale voie est encore aujourd'hui, celle qui vient de Dublin Heuston. À l'origine, le réseau ferroviaire s'arrêtait à Blackpool dans la banlieue de Cork mais dorénavant, la voie arrive jusqu'au terminus de la Gare Kent au centre-ville de Cork via le Glanmire Tunnel et le Kilnap Viaduct. Ceci permet à ce qu'aujourd'hui, les villes de Cobh et Midleton, à l'est de Cork, soient reliées à la Gare Kent. Cette voie a été même connectée à la ville côtière de Youghal jusqu'aux années 1980.
Les autres routes ferroviaires traversant ou se terminant à Cork été Cork, Blackrock and Passage Railway qui allait à Macroom, la Cork and Muskerry Light Railway qui allait à Blarney, Coachford et Donoughmore, tout comme la Cork, Bandon and South Coast Railway connectant Bantry, Skibbereen, Clonakilty et d'autres villes de l'ouest de Cork. Les trains de l'ouest de Cork allaient jusqu'à Albert Quay qui se trouve après le fleuve depuis la Gare Kent.
Au sein de la ville, il y a eu deux réseaux de tram en marche. Une proposition pour le développement d'une ligne de tram tiré par un cheval (reliant le terminus du réseau ferroviaire de la ville) a été fait par l'américain George Francis Train dans les années 1860 et il a été mis en place en 1872 par la compagnie des lignes de tramway de Cork (Cork Tramway Company). Néanmoins, cette dernière a fermé en 1875 après que Cork Corporation ait refusé la demande d'autorisation d'extension de la ligne.
En décembre 1898, la Compagnie d'éclairage public et des tramways de Cork (en anglais : Cork Electric Tramways and Lighting Company) a commencé à gérer trois voies : Blackpool-Douglas, Summerhill-Sundeay's Well et Tivoly-Blackrock. L'augmentaion de l'utilisation des cars et bus dans les années 1920 a conduit à une diminution de l'usage des trams qui ont définitivement été arrêtés le 30 septembre 1931. Les plans pour la construction d'un système de tramway similaire au Luas à Dublin ont été mis de côté à cause de la crise économique irlandaise de 2008 et les fonds n'auraient pas été viables jusqu'à au moins 2017.
La ville de Cork avec son agglomération est desservie par trois gares. Il y a : gare de Cork Kent, Little Island et Glounthaune.

### Les routes actuelles
La gare Kent de Cork est la principale gare de la ville. C'est depuis cette dernière que la ville est reliée au reste de l'Irlande. La ligne principale est celle partant de Cork pour aller à Dublin avec des départs toutes les demi-heures depuis Cork. Les services InterCity sont aussi disponibles pour aller à Killarney et Tralee, tout comme pour aller à Limerick, Ennis, Athenry et Galway (via la jonction de Limerick et la ligne de train Limerick-Galway). Cork est aussi relié via la jonction de Limerick à Clonmel et Waterford.
Le système de TER de Cork (Cork Suburban Rail) est aussi au départ de la gare Kent et permet de la relier à certaines parties de la métropole de Cork. En juillet 2009, la ligne Glounthaune-Midleton a été rouverte avec de nouvelles gares à Carrigtwohill et Midleton (et quelques autres gares pour Blarney et d'autres lieux). La gare de Little Island dessert aussi l'est de l'agglomération de Cork.

## Monuments
- Cathédrale Saint-Finbarr.
- Cathédrale Sainte-Marie-et-Sainte-Anne.
- St. Patrick's Street.
- County Hall.
- University College.
- English Market.
- Hôtel de ville (en).
- Red Abbey (en).
- Elizabeth Fort (en).
- Opéra (en).

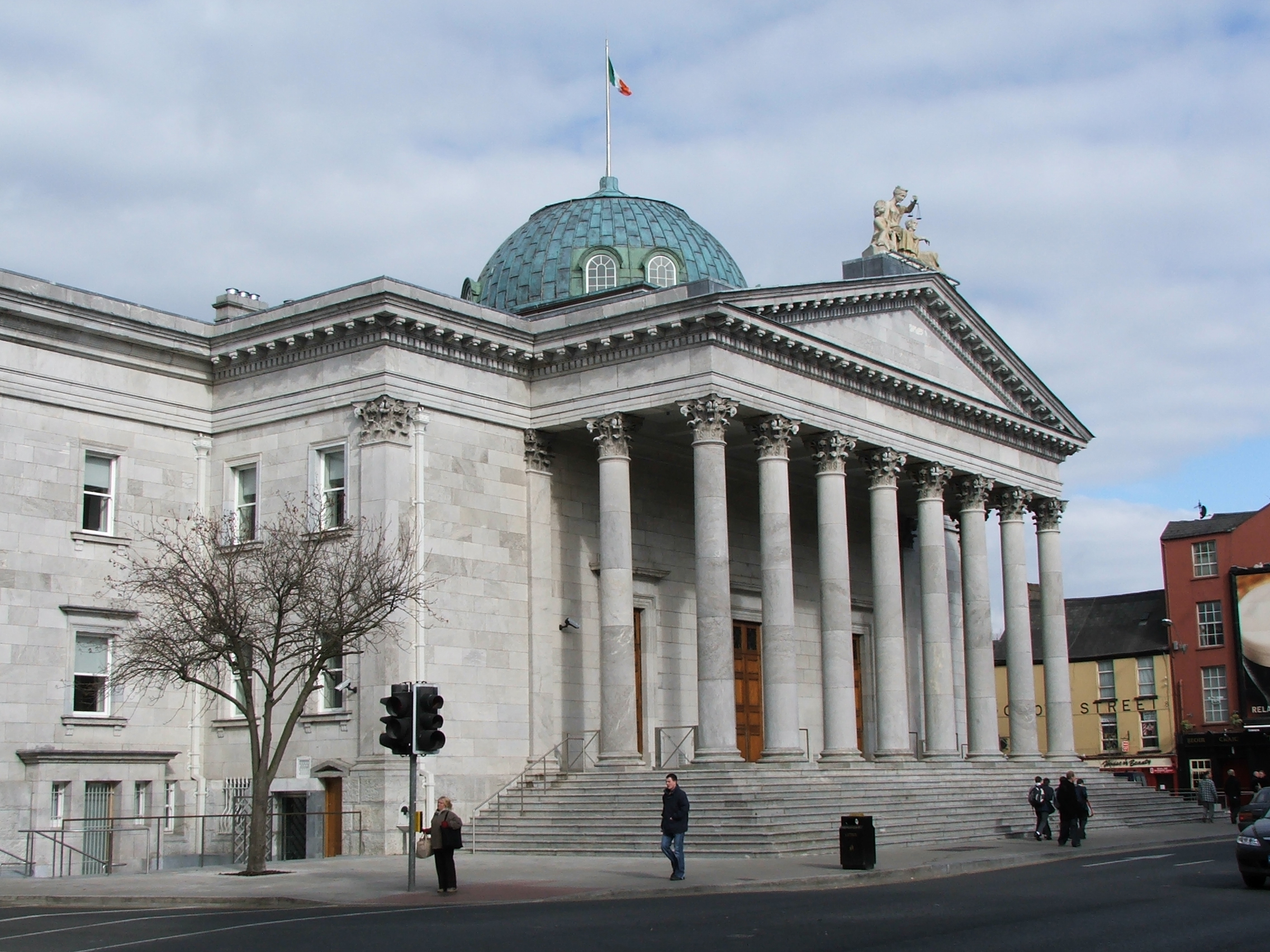
Courthouse.
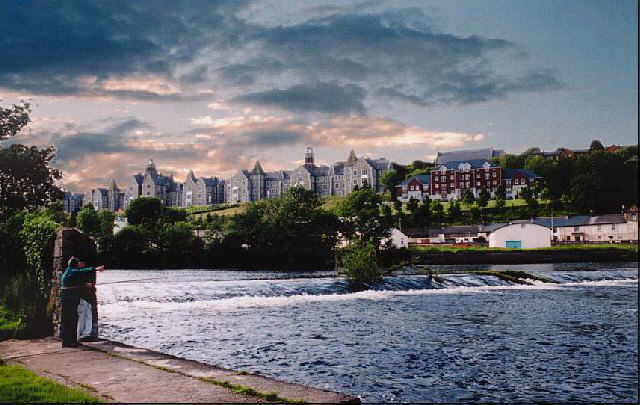
River Lee à Cork.
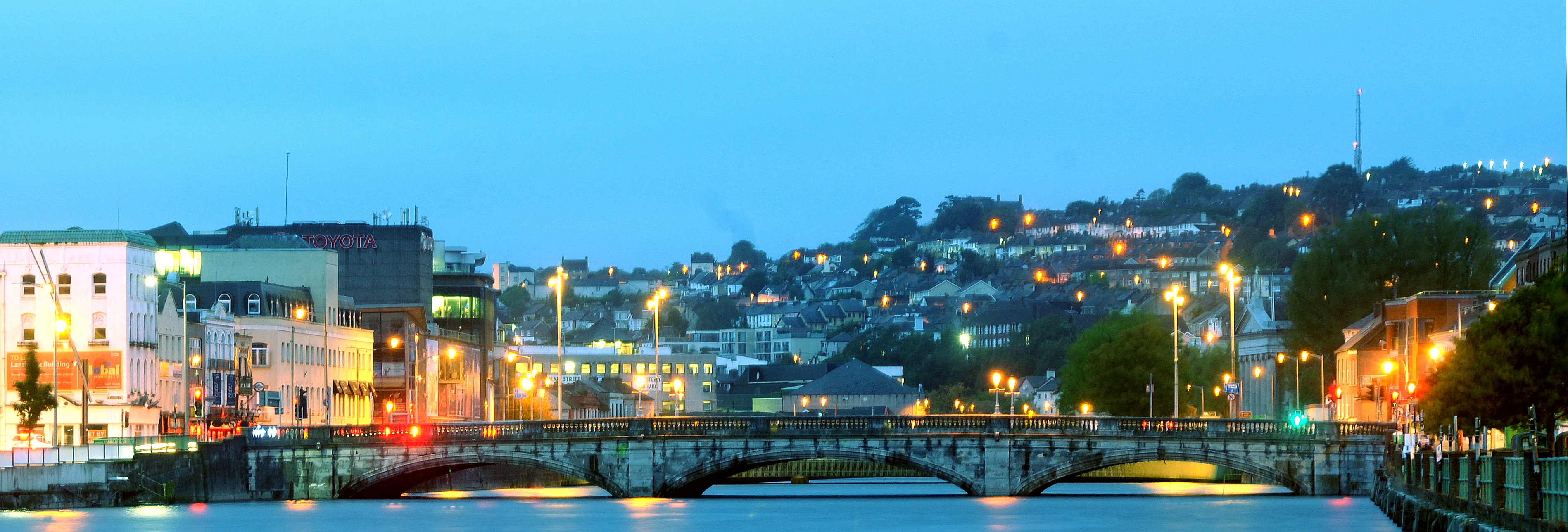
St Patrick's Bridge.
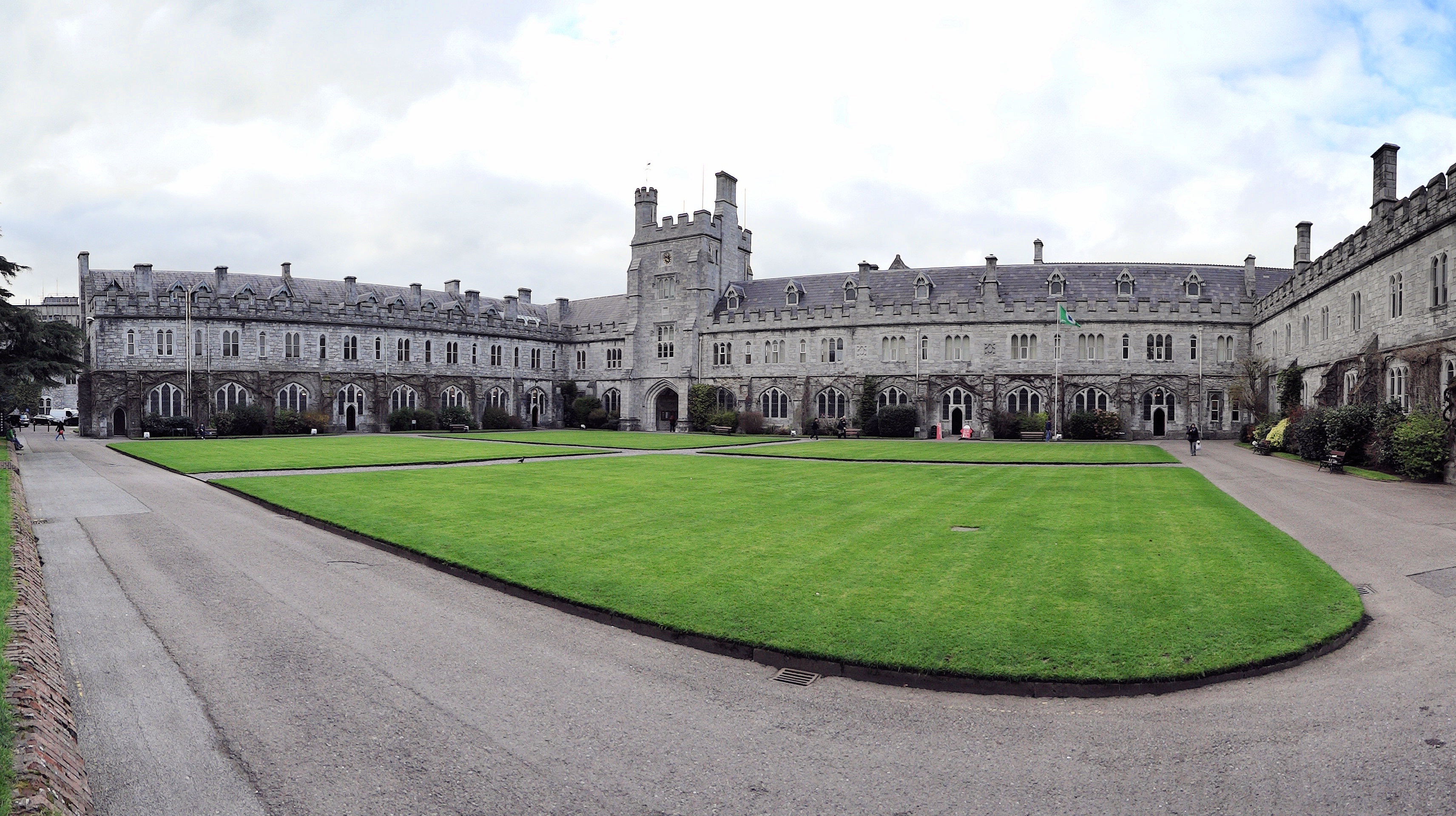
University College.
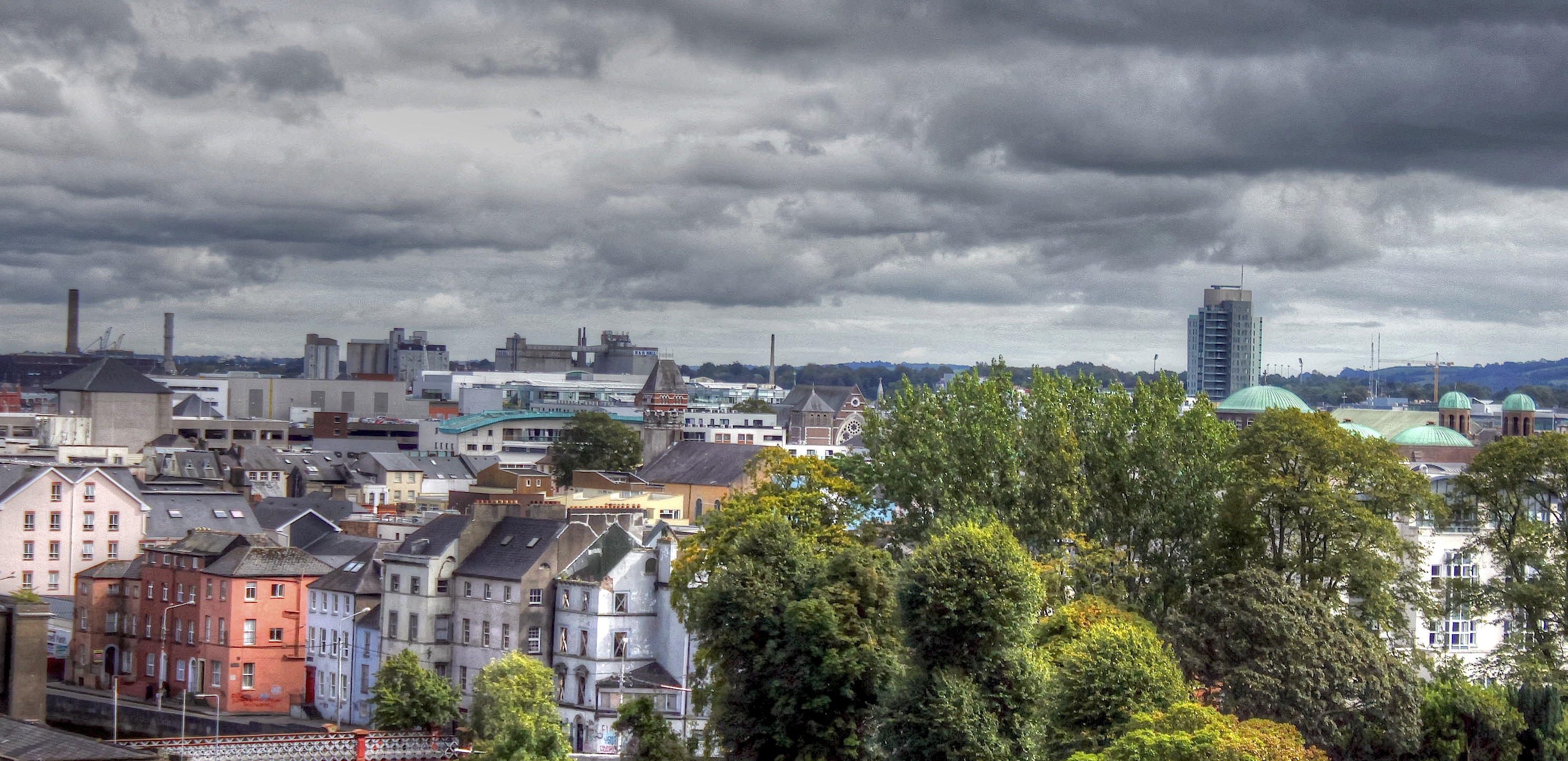
Panorama.
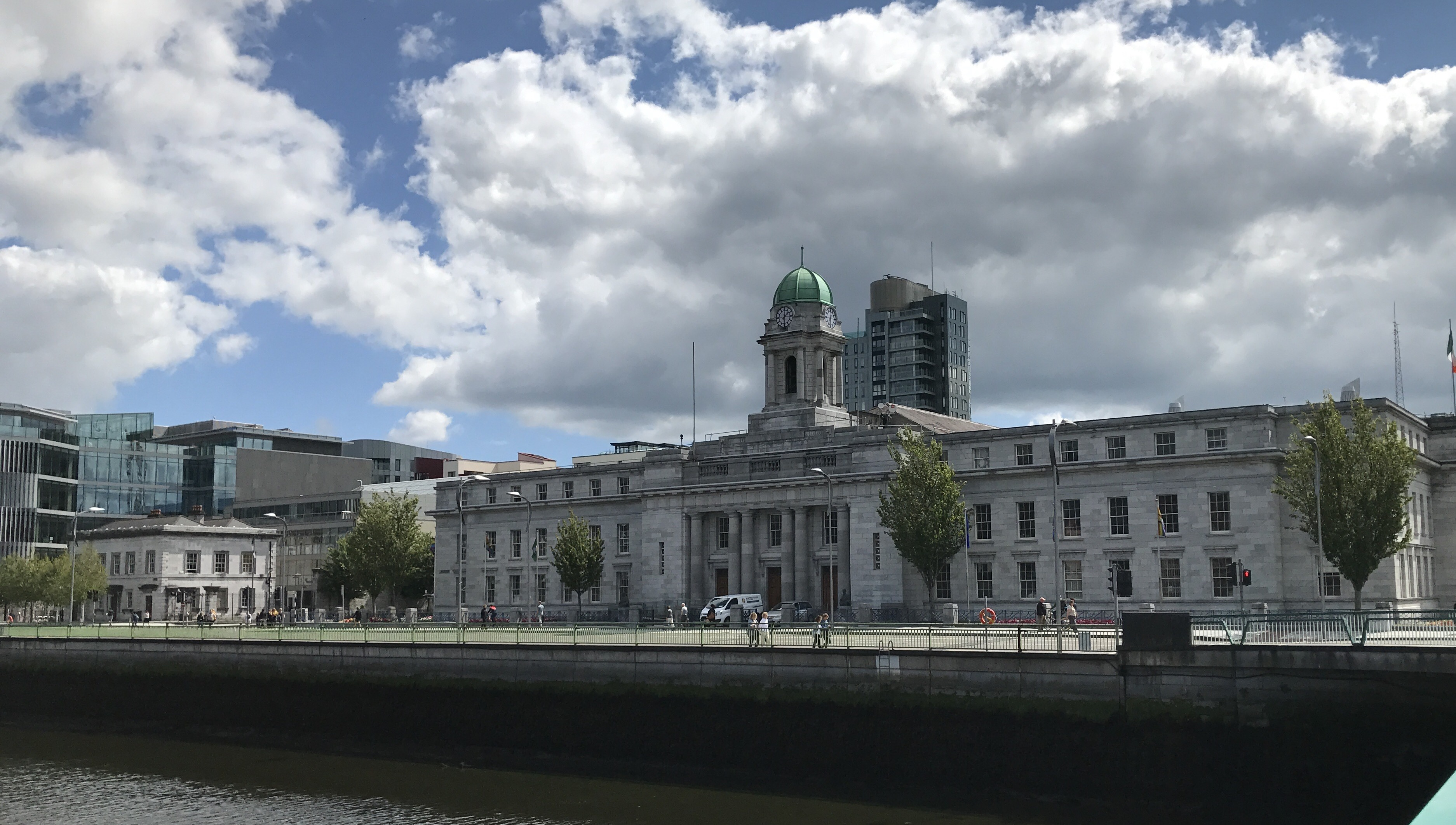
Hôtel de Ville.
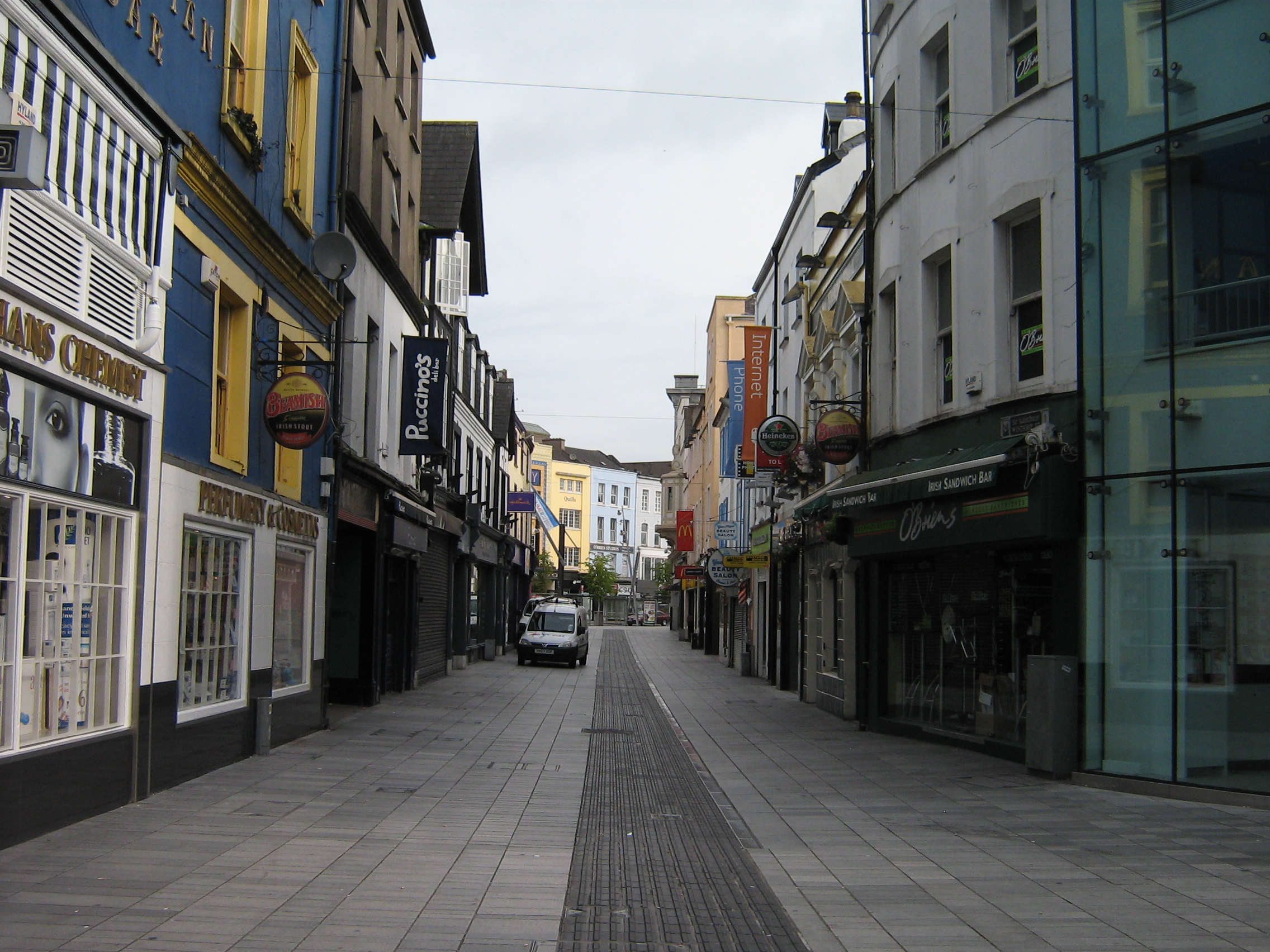
Rue du centre.

## Personnalités liées à la ville
- Matthias Buchinger (1674-1739), artiste, magicien, performer et calligraphe allemand, nain et malformé, né sans jambes ni mains, mort à Cork.
- Mary Aikenhead (1787-1858), religieuse catholique.
- Barbara Fitzgerald, romancière irlandaise, née à Cork le 16 décembre 1911.
- Roy Keane, footballeur international irlandais reconverti entraîneur. Il est né à Cork le 10 août 1971.
- Rory Gallagher, guitariste et chanteur irlandais de blues rock. Il y gagne un concours de jeunes talents et y passe une partie de sa vie. La bibliothèque de Cork et une rue portent son nom.
- Jack Gleeson, acteur irlandais, connu pour son interprétation de Joffrey Baratheon dans la série à succès Game of Thrones.
- Tomi Ungerer, illustrateur alsacien ; y a résidé à partir de 1976, décédé le 9 février 2019.
- Micheál Martin, quinzième Taoiseach, né à Cork le 1er août 1960.
- Tom Kiernan (1939-2022), joueur de rugby.
- Edward Mulhare (1923-1997), acteur irlandais né à Cork ,connu pour le rôle de Devon Miles dans la série télévisée K 2000.
- Anne Bonny, née Cormac à Cork à une date comprise, selon les sources, entre 1697 et 1705 et disparue en 1721, femme pirate.
- Ronan O'Gara, joueur de rugby international irlandais reconverti entraîneur.

## Jumelages
- Coventry (Royaume-Uni) depuis 1969
- Rennes (France) depuis 1982
- San Francisco (États-Unis) depuis 1984
- Cologne (Allemagne) depuis 1988
- Swansea (Pays de Galles) depuis 1994
- Shanghai (Chine) depuis 2005